# 瓦萨·米伊奇
瓦萨·米伊奇（羅馬化：Vasa Mijić，1973年4月11日—），塞尔维亚男子排球运动员。他曾代表南联盟、塞尔维亚和黑山参加2000年和2004年夏季奥林匹克运动会排球比赛，其中2000年奥运会获得一枚金牌。